# Service de nuit (film, 1944)
Pour les articles homonymes, voir Service de nuit.
Pour plus de détails, voir Fiche technique et Distribution.
Service de nuit est un film français réalisé par Jean Faurez et sorti en 1944.

## Synopsis
Dans un petit village de Savoie, la standardiste de nuit est au courant de toutes les intrigues et en tire les ficelles. Grâce à elle, le couple formé par Pierre et Hélène Jansen évite le pire.

## Fiche technique
- Titre : Service de nuit
- Réalisation : Jean Faurez
- Scénario : Nino Frank, Henri Jeanson (non crédité)
- Photographie : René Gaveau[1]
- Montage : Madeleine Bonin
- Musique : Roger Désormière
- Décors : René Moulaert
- Société de production et de distribution : Francinex
- Pays de production :  France
- Langue : français
- Format :  Noir et blanc - 35 mm  - 1,37:1 - Son Mono
- Genre : Comédie
- Durée : 96 minutes
- Date de sortie : 
  - France : 19 avril 1944
- Affiche : Roger Cartier (France)

## Distribution
- Gaby Morlay : Suzanne
- Vivi Gioi : Hélène Jansen
- Jacques Dumesnil : Pierre Jansen
- Louis Seigner : Le docteur Renaud
- Lucien Gallas : Paul Rémy
- Yves Deniaud : Victor, le patron de l'hôtel du Midi
- Julien Carette : Auguste Masson
- Jacqueline Pagnol créditée Jacqueline Bouvier : Marcelle
- Gabrielle Fontan : Maria, la domestique des Jansen
- Marcelle Hainia : Madame Sandoz
- Georges Pally : Monsieur Sandoz
- Mona Dol : La sage-femme
- Jean Daurand : René Favier
- Robert Dhéry : Arthur, le chanteur à "la petite taverne"
- Paul Frankeur : Un réparateur de ligne
- Henri Charrett : Le chef de gare
- Simone Signoret : La danseuse à "la petite taverne"
- Pierre Collet : Un réparateur de ligne
- Albert Duvaleix : Le brigadier Roger
- Raymone : Joséphine, la domestique des Sandoz
- Albert Montigny
- Rolande Gardet : Odette, la fiancée d'Arthur
- Rose Lorraine : Marinette, la femme d'Auguste Masson